# Stefan Birnbach
Stefan Birnbach (ur. 28 sierpnia 1909 w Leoninie, zm. 9 kwietnia 1985 w Katowicach) – oficer aparatu bezpieczeństwa i Milicji Obywatelskiej.

## Życiorys
Syn Józefa i Anieli. Przed wojną skończył szkołę powszechną, a po wojnie średnią szkołę techniczną. Podczas okupacji zajmował się skupem bydła do masarni.
W 1944 został funkcjonariuszem MO w Grucznie, a 14 czerwca 1945 aparatu bezpieczeństwa. Był komendantem gmachu PUBP w Świeciu, 1 sierpnia 1945 starszym referentem Sekcji 5 PUBP w Świeciu, a 23 stycznia 1946 starszym referentem tego urzędu. Od 15 września był 1946 kierownikiem Sekcji 5 i p.o. zastępcy naczelnika Wydziału IV WUBP w Bydgoszczy, od 1 maja 1948 zastępcy naczelnika i p.o. naczelnika tego Wydziału w stopniu podporucznika, od lipca 1948 porucznika, a od lipca 1949 – kapitana.
1 października 1949 został przeniesiony do WUBP w Gdańsku jako naczelnik Wydziału IV, a 15 października 1950 został inspektorem przy kierownictwie WUBP. Od 25 listopada 1951 był inspektorem Inspektoratu Kierownictwa WUBP w Katowicach (1953–1956 noszących nazwę Stalinogród) (od 1952 w stopniu majora), od 1 kwietnia 1955 starszym inspektorem Inspektoratu Kierownictwa WUdsBP w Stalinogrodzie, od 1 stycznia 1957 naczelnikiem Wydziału „B” SB KW MO w Katowicach. 22 lipca 1961 został mianowany podpułkownikiem. 31 października 1964 został zwolniony ze służby.

## Odznaczenia
- Order Sztandaru Pracy II klasy (1959)
- Srebrny Krzyż Zasługi (1947)
- Brązowy Krzyż Zasługi (1946)
- Medal Zwycięstwa i Wolności 1945 (1945)